# Kurt-Bernhard Nakath
Kurt-Bernhard Nakath (* 9. September 1949 in Chemnitz) ist ein deutscher Sanitätsoffizier. Vom 21. September 2006 bis zum 27. September 2011 war er Inspekteur des Sanitätsdienstes.

## Leben
Nach dem Abitur trat Nakath 1969 als Soldat auf Zeit und Reserveoffizieranwärter in die Bundeswehr ein. Nach 26 Monaten Dienst verließ er die Bundeswehr als Leutnant d. R. der ABC-Abwehrtruppe. Im Anschluss studierte er bis 1978 Biologie an der Johannes Gutenberg-Universität Mainz und Medizin an der Johann Wolfgang Goethe-Universität Frankfurt am Main. Während seines Studiums trat er wieder in die Bundeswehr ein und durchlief nach seiner Approbation mehrere Stationen als Sanitätsoffizier, Truppenarzt der Fachschule des Heeres für Erziehung und Wirtschaft und Kompaniechef. Der zum Dr. med. promovierte Oberstabsarzt wurde 1982 Adjutant des Inspekteurs des Sanitäts- und Gesundheitswesens. Nakath durchlief bis 1997 als Referent, Abteilungsleiter und Referatsleiter verschiedene Abteilungen der Personalführung im Bundesministerium der Verteidigung und wurde in dieser Zeit bis zum Oberstarzt befördert. 1997 wurde er zum Generalarzt befördert.
2000 wurde Nakath Leiter der Abteilung III im Heeresunterstützungskommando. Im folgenden Jahr trat er als Generalstabsarzt seinen Posten als Amtschef des Sanitätsamts der Bundeswehr an. 2003 wurde er zum Stellvertreter des Inspekteurs des Sanitätsdienstes der Bundeswehr und zum Chef des Führungsstabes des Sanitätsdienstes. Am 21. September 2006 erfolgte die Ernennung zum Generaloberstabsarzt und zum Inspekteur des Sanitätsdienstes der Bundeswehr. Am 27. September 2011 hat er diese Funktion an Ingo Patschke übergeben und wurde mit einem Zapfenstreich im Beisein des Bundesministers der Verteidigung Thomas de Maizière in den Ruhestand verabschiedet.

## Auszeichnungen
- Komturkreuz des Ordre national du Lion (Senegal)
- Ehrenzeichen für Verdienste um die Republik Österreich[3][4]